# 프란 에스크리바
프란시스코 "프란" 에스크리바 세구라(스페인어: Francisco "Fran" Escribá Segura, 1965년 5월 3일, 발렌시아 주 발렌시아 ~)는 스페인의 전직 축구 선수이자 감독으로, 현역 시절에 측면 미드필더로 활약했다.

## 클럽 경력
에스크리바는 발렌시아 출신으로, 발렌시아의 유소년부 출신이지만, 성인 무대에서 세군다 디비시온 B보다 더 큰 무대에 출전한 적이 없다. 그는 메스타야, 눌레스, 안도라, 카타로하, 토렌트, CD 엘덴세|엘덴세]], 노벨다, 비예나, 그리고 피노소에서 뛰었었다. 2002년, 부뇰을 1년 동안 이끌다가 발렌시아에 복귀했고, 소속 구단의 유소년부를 맡았다.
2004년, 에스크리바는 키케 산체스 플로레스와 동행을 시작해 에스크리바는 플로레스를 몇 시즌 동안 따라갔다. 그가 플로레스와 동행을 시작한 곳은 헤타페로 이후 벤피카와 아틀레티코 마드리드를 거쳤다. 이후 둘은 2010-11 시즌이 끝나고 결별했는데, 그 때까지 에스크리바는 고향으로 복귀해 감독일을 본격적으로 하는 것을 희망하기 전까지수석 코치로 역임했다.
2012년 6월 12일, 에스크리바는 세군다 디비시온의 엘체 감독으로 취임했다. 1년차에 그는 발렌시아 연고 구단에서 24년 만의 라 리가 승격을 이룩했고, 2013년 5월 28일에는 계약을 2년 더 연장했다.
2015년 6월 26일, 엘체가 행정조치로 강등되면서, 에스크리바는 헤타페 감독이 되었다. 그러나, 이듬해 4월 11일, 소속 구단이 강등 위기에 처하면서 그는 경질되었다.
2016년 8월 11일, 에스크리바는 마르셀리노 가르시아 토랄 감독의 후임으로 비야레알 지휘봉을 잡았다. 그는 1년차에 소속 구단의 리그 5위에 일조해 유로파리그 진출에 성공했다.
2017년 9월 25일, 선수단이 대거 부상으로 빠진 와중에 전 소속 구단 헤타페와의 원정 경기에서 0-4로 패하면서, 에스크리바 감독은 해임되었다. 그는 2019년 3월 3일에 미겔 카르도수를 해임한 셀타 비고의 시즌 3번째 감독으로 취임하면서 현장에 복귀했다.
2019년 11월 3일, 에스크리바는 소속 구단이 강등권으로 처지면서 해임되었다. 2021년 2월, 그는 엘체에 복귀했는데, 아틀레틱 빌바오와의 안방 경기에서 2-0으로 이기며 최종전에서 우에스카를 제치고 1부 리그 잔류에 성공했다.
2021년 11월 21일, 베티스와의 안방 경기에서 0-3으로 패해 강등권으로 처지면서, 에스크리바 감독은 경질되었다.

## 감독 통계
2021년 11월 21일 기준
| 구단      | 취임            | 해임             | 기록 | 기록 | 기록 | 기록 | 기록 | 기록 | 기록 | 기록  | 주     |
| 구단      | 취임            | 해임             | 전   | 승   | 무   | 패   | 득   | 실   | 차   | 율 %  | 주     |
| --------- | --------------- | ---------------- | ---- | ---- | ---- | ---- | ---- | ---- | ---- | ----- | ------ |
| 엘체      | 2012년 6월 12일 | 2015년 6월 26일  | 125  | 44   | 36   | 45   | 122  | 152  | −30  | 35.20 | [ 18 ] |
| 헤타페    | 2015년 6월 26일 | 2016년 4월 11일  | 34   | 8    | 7    | 19   | 31   | 59   | −28  | 23.53 | [ 19 ] |
| 비야레알  | 2016년 8월 11일 | 2017년 9월 25일  | 59   | 26   | 16   | 17   | 82   | 63   | +19  | 44.07 | [ 20 ] |
| 셀타 비고 | 2019년 3월 3일  | 2019년 11월 3일  | 24   | 6    | 7    | 11   | 23   | 33   | −10  | 25.00 | [ 21 ] |
| 엘체      | 2021년 2월 14일 | 2021년 11월 21일 | 31   | 7    | 8    | 16   | 26   | 44   | −18  | 22.58 | [ 22 ] |
| 사라고사  | 2022년 11월 7일 | 2023년 11월 20일 | 45   | 14   | 17   | 14   | 48   | 45   | +3   | 31.11 | [ 23 ] |
| 합계      | 합계            | 합계             | 318  | 105  | 91   | 122  | 332  | 396  | −64  | 33.02 | —      |

## 수상
엘체
- 세군다 디비시온: 2012–13[5]

개인
- 트로페오 미겔 무뇨스 (2부 리그): 2012–13